# بروتين حسي كيميائي
بروتين حسي كيميائي أو البروتينات الحسية الكيميائية (بالإنجليزية: Chemosensory protein)‏ ويشار إليها اختصارا (بالإنجليزية: (CSPs))‏ هي بروتينات صغيرة قابلة للذوبان تتوسط في عملية التعرف على الروائح في محيط المستقبلات الحسية لدى الحشرات، على غرار البروتينات الملزمة للروائح. يتكون الهيكل النموذجي للبروتينات الكيميائية الحسية من ستة أو سبعة سلاسل من لولب ألفا (α) كل واحد منها يتكون من حوالي 110 إلى 120 حمض أميني، بما في ذلك أربعة سيستئينات تبني حلقتين صغيرتين، وجسران متجاوران للكبريتيد وبنية وظيفية كروية "تشبه المنشور"،[بحاجة لمصدر] تم اكتشاف بنية ثلاثة هياكل لهذه البروتينات الحسية الكيميائية في العث والجراد.

## بنية الجينات وتطورها
هيكل البروتين الكيميائي الحسي مرن للغاية. تتميز البروتينات الحسية الكيميائية بتحرير الحمض النووي الريبي و (أو) تعديلات ما بعد الترجمة كما تم اكتشافها في عثة دودة القز.[بحاجة لمصدر] عند إضافة الغليسين إلى جانب السيستئين في موقع محدد، وجد أن انعكاس الأحماض الأمينية وإحافز الإدخال في تسلسل البروتين يجادل بقوة لوجود إعادة ترميز على مستوى تخليق البروتين في عائلة البروتين الكيميائي الحسي.[بحاجة لمصدر] وهي قادرة على التنفس وإحداث تغييرات شكلية محددة. والتي قد تمثل ميزة رئيسية أخرى عن الأجداد البدائية لبروتينات رابطة متعددة الوظائف.[بحاجة لمصدر]
عادة ما تكون أعادد جينات البروتين الكيميائي الحسي منخفضة جدا في الحشرات كما وجد في ذبابة الفاكهة والبعوضة الأنوفيلة وكذلك القمل والزنبور اللماع.[بحاجة لمصدر] في المقابل يوجد عدد أكبر بكثير من جينات البروتين الكيميائي الحسي في جينات الفراش والعث والخنافس. تتوفر بعض أنواع البعوض على ما يقرب من 27 إلى 83 جين بروتين حسي كيميائي.[بحاجة لمصدر] يمكن إنتاج أكثر من مئات المتغيرات البروتينية من جينات البروتين الكيميائي الحسي من خلال تعديلات (أو التوسط عبر) تعديلات ما بعد الترجمة و / أو تحرير ببتيديات الحمض النووي الريبي.[بحاجة لمصدر]

## التعبير
تم العثورعلى البروتينات الكيميائية الحسية لدى الحشرات في جميع أنحاء عملية تشكلها بدءا من كونها بيضة ثم يرقة مرورا إلى مرحلتي الحورية والبلوغ. في الجراد تم اكشف عنها بشكل رئيس في قرون الاستشعار والساقين، ووجد أنها مرتبطة بتغييرات الحشرة المرحلية. البروتينات الحسية الكيميائية ليست حكرا على الحشرات. وتم الكشف عنها في العديد من الكائنات الحية المختلفة مثل القشريات والروبيان والعديد من أنواع مفصليات الأرجل الأخرى.[بحاجة لمصدر] ومع ذلك، فهي ليست محددة لمملكة المفصليات. فقد تم الكشف عنها أيضا في المملكة البكتيرية، مما يدل على وجودها لا يقتصر فقط على حقيقيات النوى، بل ويشمل بدائيات النوى أيضا.[بحاجة لمصدر] البروتينات لكيميائيات الحسية لدى وحيدات النوى هي توأم (أو توأم مطابق) للبروتينات الكيميائية الحسية الحشرية.[بحاجة لمصدر]تم الإبلاغ عن وجودها في الأنواع البكتيرية مثل الراكدة البومانية، جنس الشعاوات في عائلة المتسلسلات، والإشريكية القولونية التي تعرف باسم البكتيريا الشائعة من الجهاز الهضمي المستقلبات الثانوية الرئيسية بدائيات النواة، مسببات الأمراض الانتهازية المقاومة للأدوية المتعددة.[بحاجة لمصدر]
وقد ذكر وجودها في النباتات، ولكن هذا لا يزال بحاجة إلى أن يثبت تجريبيا. كما أنه من الممكن استخراج البروتينات الكيميائية الحسية من سم الدبور،[بحاجة لمصدر] تم الكشف عن جميع البروتينات الكيميائية الحسية تقريبًا في غدة الفيرومون الأنثوية لدى العث.[بحاجة لمصدر]